# Авдеев, Александр Алексеевич (гребец)
Алекса́ндр Алексе́евич Авде́ев (1 августа 1956, Куйбышев) — советский гребец-байдарочник, выступал за сборную СССР во второй половине 1970-х — первой половине 1980-х годов. Четырёхкратный чемпион мира, семикратный чемпион национальных первенств, участник летних Олимпийских игр в Москве. На соревнованиях представлял спортивное общество «Динамо», заслуженный мастер спорта СССР (1979).

## Биография
Александр Авдеев родился 1 августа 1956 года в Куйбышеве. Активно заниматься греблей начал в раннем детстве в латвийском городе Елгава, состоял в гребной команде спортивного общества «Динамо». Первого серьёзного успеха добился в 1977 году, когда в составе байдарки-четвёрки выиграл две золотые медали на первенства Советского Союза, на дистанциях 1000 и 10000 метров. Попав в основной состав национальной сборной, выступил на чемпионате мира в болгарской Софии, стал серебряным призёром на километровой дистанции и чемпионом на десятикилометровой. Год спустя вновь был лучшим в десятикилометровой гонке четырёхместных байдарок на всесоюзном первенстве, побывал на чемпионате мира в Белграде, откуда привёз ещё одну награду золотого достоинства.
В 1979 году Авдеев добился звания чемпиона СССР в заплывах четвёрок на 1000 и 10000 метров, в тех же дисциплинах соревновался на мировом первенстве в немецком Дуйсбурге, в первом случае взял бронзу, тогда как во втором третий раз подряд добыл золото. За эти достижения по итогам сезона удостоен почётного звания «Заслуженный мастер спорта СССР». Через год защитил звание всесоюзного чемпиона на 1000 метров и благодаря череде удачных выступлений удостоился права защищать честь страны на летних Олимпийских играх 1980 года в Москве. Пробился в финальную стадию километрового зачёта четырёхместных байдарок, однако в решающей гонке финишировал лишь седьмым.
После московской Олимпиады в карьере Авдеева наступил некоторый спад, он не попадал в основной состав сборной и не принимал участия в крупнейших международных турнирах. Тем не менее, в 1983 году ему всё-таки удалось вернуться в элиту мировой гребли, сначала состоялась победа на чемпионате СССР в категории K-4 10000 м, затем в той же дисциплине последовала победа на чемпионате мира в финском Тампере, четвёртая по счёту. Вскоре после этих соревнований Александр Авдеев принял решение завершить карьеру спортсмена, уступив место в сборной молодым советским гребцам.
Ныне проживает в Риге. Имеет высшее образование, окончил Латвийскую сельскохозяйственную академию (ныне Латвийский сельскохозяйственный университет).